# Rödnackad duva
Rödnackad duva (Patagioenas squamosa) är en fågel i familjen duvor som förekommer i Västindien.

## Utseende och läte
Rödnackad duva är en stor (38 cm), kraftig och mörk duva. Adulta fåglar har mörkgrått huvud med rödorange bar hud runt bruna ögon. Undersidan är skiffergrå. Karakteristiskt är fjälligt rödbrunt på nacke och halssidor. Ovansidan är mörkt skiffergrå, på övergumpen något ljusare. Näbben är gulspetsat röd och benen röda. Lätet är ett fyrstavigt hoande med betoning på den sista stavelsen.

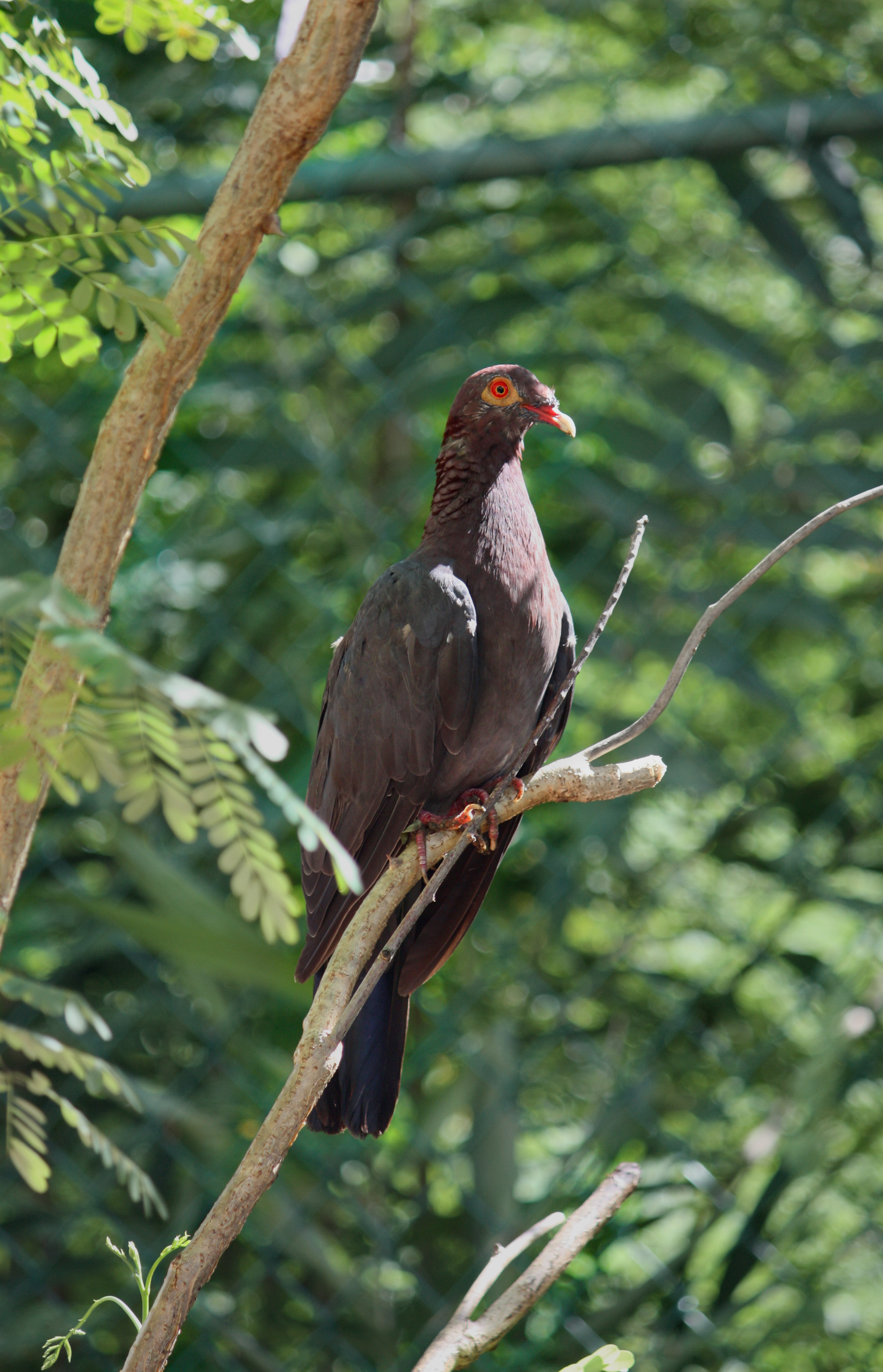
Rödnackad duva fotograferad på Barbados.

## Utbredning och systematik
Rödnackad duva förekommer på Stora Antillerna, Små Antillerna och Nederländska Antillerna. Tillfälligt har den påträffats i USA. Den behandlas som monotypisk, det vill säga att den inte delas in i några underarter. Arten är nära släkt med vitkronad duva (P. leucocephala).

### Släktestillhörighet
Tidigare inkluderades arterna Patagioenas i Columba, men genetiska studier visar att de amerikanska arterna utgör en egen klad, där Gamla världens arter står närmare släktet Streptopelia.

## Levnadssätt
Rödnackad duva hittas vanligen i bergsbelägen regnskog, men exempelvis på Barbados även i torrare mer öppna skogslandskap och kring bebyggelse. Födan består av olika sorters frukter, bär, knoppar och små sniglar. Den ses vanligen enstaka eller i smågrupper. Fågeln lägger ett till två ägg i ett bo som vanligen placeras i ett träd. 

## Status och hot
Arten har ett stort utbredningsområde men tros minska i antal, dock inte tillräckligt kraftigt för att den ska betraktas som hotad. Internationella naturvårdsunionen IUCN kategoriserar därför arten som livskraftig (LC).

## Taxonomi och namn
Rödnackad duva beskrevs som art av Pierre Joseph Bonnaterre 1792 med protonymet Columba Squamosa.